# Glauco Natoli
Glauco Natoli  (* 15. Februar 1908 in Teramo; † 26. November 1964 in Florenz) war ein italienischer Dichter, Romanist, Französist und Übersetzer.

## Leben und Werk
Natoli wuchs in Messina auf und kam früh mit dem Literatenkreis um Salvatore Quasimodo in Kontakt. Er studierte an der Universität La Sapienza in Rom zuerst Rechtswissenschaft, dann französische Literatur bei Pietro Paolo Trompeo und war mit  Enrico Falqui befreundet. 1933 ging er als Lektor für Italienisch an die Universität Straßburg. 1940 heiratete er eine elsässische Jüdin, floh mit ihr vor Nazideutschland nach Dinard und lebte in der Zeit der deutschen Besatzung im Untergrund in Paris. Ab 1944 lehrte er an der Universität Rennes, dann an der Sorbonne. 1950 ging er nach Italien zurück und lehrte bis 1959 an der Universität Florenz und an der Scuola Normale Superiore  di Pisa, bevor ihn eine Erkrankung zur Aufgabe seiner Tätigkeit zwang. 
Natoli übersetzte Werke von Denis Diderot, James Joyce, Jean Giraudoux, Roger Peyrefitte und Jean-Louis Barrault ins Italienische.

## Werke
- Risveglio ed altri versi, Florenz 1934 (Dichtung)
- (Hrsg. mit Albert Ricklin) Poètes italiens contemporains, Paris 1936, 1955
- Stendhal. Saggio biografico-critico, Bari 1936
- Poesia, Florenz 1939 (Dichtung)
- Scrittori francesi. Situazioni ed aspetti, Florenz 1950
- Figure e problemi della cultura francese, Messina und Florenz 1956